# Paratebueno
Paratebueno – miasto w Kolumbii, w departamencie Cundinamarca.